# Shahriyar (hijo de Cosroes II)
Shahriyar (o Shahryar) fue un príncipe sasánida, hijo de Khosrow II (590-628) y de su esposa, la reina cristiana Shirin. Kavad II, otro de los hijos de Cosroes, destronó a su progenitor en el 628 e hizo asesinar a sus hermanos y medio hermanos. Yazdegerd III, hijo de Shahriyar, luego reinó entre 632 y 651.